# Саша Чаджо
Саша Чаджо (на сръбски: Саша Чађо) е сръбска баскетболистка, играеща на позицията атакуващ защитник в турския клуб „Истанбул Юниверситеси“. През 2015 г. е европейска шампионка със състава на Сърбия.

## Биография
Родена е на 13 юли 1989 в Сараево, Югославия, днес в Република Сръбска, част от Босна и Херцеговина. Професионалната ѝ кариера започва в баскетболния клуб „Млади Краишник“ от Баня Лука, с който играе в турнира за купата на Република Сръбска. След това става част от отбора на Железничар от Сараево. Два пъти играе за шампионата на Босна и Херцеговина и веднъж за купата. През 2009 г. става част от сръбския отбор Хемофарм. През 2013 г. със състава на Партизан (Белград) става шампион на Сърбия, носител на Купата на страната и печели международната женска футболна лига. През 2013 – 2014 играе в румънския Алба Юлия, а през 2014 – 2015 в отбора на Чанък Беледие, а от 2015 г. в „Истанбул Юниверситеси“
Саша е поканена в младежкия отбор на Босна и Херцеговина, но избира да играе за Сърбия. Така тя дебютира за отбора на Сърбия на Европейското първенство през 2013 г. Тя бележи 33 точки във всички 9 мача на отбора си, 18 борби и 18 лични нарушения. На световното първенство през 2014 г. Сърбия стига до четвъртфинала, а Саша изиграва 6 от 7 мача и отбелязва 22 точки, 10 борби и 11 лични нарушения.
На европейското първенство по баскетбол през 2015 г. Саша играе на 6 от 10-те мача, но не играе на последните три. Има само 1 отбелязана точка, седем борби и 7 лични нарушения. 
Победата на Сърбия в европейското първенство на Европа е първа за отбора и му позволява за първи път да играе на Олимпийски игри..